# Grafschaft Dammartin
Die Grafschaft Dammartin mit dem Hauptort Dammartin-en-Goële lag zwischen Paris und dem Valois.
Sie entstand im 10. Jahrhundert als Herrschaft und wurde um 1025 von Manasses von Dammartin zur Grafschaft erhoben, als dieser den entsprechenden Titel annahm.
Beim Tod der Mathilde (Mahaut) von Dammartin 1259, der Witwe von Philipp Hurepel, ging Dammartin an das Haus Trie.

## Grafen von Dammartin

### Haus Montdidier
- Manasses de Ramerupt, X 1037, 1025 Comte de Dammartin; ⚭ Constance, wohl Constance de Dammartin
- Odo (Eudes), deren Sohn, Graf von Dammartin nach 1050-1060/61
- Hugo I. (Hugues I.), dessen Bruder, 1071 Graf von Dammartin, † wohl 1100
- Peter (Pierre), dessen Sohn, Graf von Dammartin, † 1105/06
- Adele de Bulles, dessen Schwester, ⚭ I Aubry de Mello, ⚭ II Lancelin (wohl Lancelin II. de Beauvais),
- Lancelin (wohl Lancelin II. de Beauvais), 1112/16 Verweser von Dammartin als zweiter Ehemann der Adele de Bulles
- Rainald (Renaud) von Bulles, deren Sohn, wohl 1138 Graf von Dammartin, † vor 1167
- Lancelin, dessen Bruder, 1134/49 bezeugt, Graf von Dammartin

### Haus Mello
- Alberich I. (Aubry I.) von Mello, † nach 1181, Sohne von Aubry und Adele, Graf von Dammartin
- Alberich II. (Aubry II.), † 20. September 1200, wohl Sohn Aubrys I., ⚭ Mathilde (Mahaut) von Clermont, Tochter des Grafen Rainald II. von Clermont.
- Rainald (Renaud) I., † 1217, deren Sohn, 1191 Graf von Boulogne, ⚭ Ida von Lothringen, Gräfin von Boulogne, Tochter des Matthäus von Elsass, Graf von Boulogne
- Mathilde, † 14. Januar 1259, Tochter Rainalds, 1223 Gräfin von Dammartin, 1227 Gräfin von Boulogne, ⚭ 1216 Philipp Hurepel, † 1234, Sohn des Königs Philipp II., Graf von Clermont-en-Beauvaisis, 1227 Graf von Boulogne und Dammartin

### Haus Trie
- Matthias (Mathieu), † 1272, Enkel Alberichs II., 1259 Graf von Dammartin
- Johann I. (Jean I.), X 1302, dessen Sohn, 1274 Graf von Dammartin
- Rainald II. (Renaud II.), † 1316/18, dessen Sohn, 1304 Graf von Dammartin
- Rainald III.(Renaud III.), † 1327, dessen Sohn, Graf von Dammartin
- Johann II. (Jean II.) † vor 1358, dessen Bruder, Graf von Dammartin
- Karl (Charles), † nach 1368, dessen Sohn, Graf von Dammartin
- Blanche, Gräfin von Dammartin um 1400; ⚭ Charles Bureau de la Rivière, † 1429

### Haus Châtillon
- Jacqueline de Trie, † vor 1388, Schwester von Karl; ⚭ Jean I. de Châtillon-sur-Marne, Comte de Porcien 1346/90
- Marguerite de Châtillon, deren Tochter; ⚭ Guillaume de Fayel, Vicomte de Breteuil

### Haus Fayel
- Jean de Fayel, † 1420, deren Sohn, Vicomte de Breteuil, Comte de Dammartin
- Marie de Fayel; ⚭ Renaud de Nanteuil

### Haus Vergy
Nach der Besetzung Nordfrankreichs durch die Engländer wird Dammartin Antoine de Vergy, † 1439, Marschall von Frankreich, zugesprochen; dieser ist der Sohn von Jean III. de Vergy, dem Enkel von Jean II. de Vergy und Urenkel von Henri de Vergy und Mahaut de Trie, die wiederum eine Tochter von Jean II. de Trie, Graf von Dammartin, ist.

### Haus Nanteuil
- Renaud de Nanteuil, Ehemann Marie de Fayels
- Marguerite de Nanteuil, deren Tochter; ⚭ 1439 Antoine de Chabannes, † 1488

### Haus Chabannes
- Antoine de Chabannes, † 1488; ⚭ Marguerite de Nanteuil
- Jean de Chabannes, deren Sohn; ⚭ Suzanne de Bourbon, Tochter von Louis de Bourbon, Comte de Roussillon en Dauphiné, und Jeanne de Valois
- Antoinette de Chabannes, deren Tochter, † 1527; ⚭ René d’Anjou, † 1521, Baron de Mézières

### Haus Valois-Anjou
- Françoise d’Anjou, deren Tochter; ⚭ Philippe de Boulainvilliers, † 1536, Comte de Fauquemberghe

### Haus Boulainvilliers
- Philippe de Boulainvilliers, deren Sohn, 1547 Graf von Dammertin, verkauft die Grafschaft 1554 an Anne de Montmorency

### Haus Montmorency
- Anne de Montmorency, † 1567, Baron und später Herzog von Montmorency; ⚭ 1529 Madeleine de Savoie
- Henri I. de Montmorency, † 1614, dessen Sohn, Duc de Montmorency etc.; ⚭ I 1558 Antoinette de La Marck, † 1591; ⚭ II 1593 Louise de Budos † 1598
- Henri II. de Montmorency, † hingerichtet 1632, dessen Sohn, Duc de Montmorency etc.

Der König beschlagnahmt seine Güter und gibt Dammartin dem Prince de Condé.

### Haus Bourbon-Condé
- Henri II. de Bourbon, † 1646, Prince de Condé; ⚭ Charlotte de Montmorency, † 1650, Schwester von Henri II.

Die Grafschaft wird bis zur Revolution in seiner Nachkommenschaft vererbt.